# Championnats d'Europe de patinage artistique 1931
Navigation
Édition précédente Édition suivante
Les championnats d'Europe de patinage artistique 1931 ont lieu à la patinoire extérieure de Vienne en Autriche pour les Messieurs, et à la patinoire olympique de Saint-Moritz en Suisse pour les Dames et les Couples.
Pour la première fois aux championnats européens, dix patineuses participent à la compétition féminine. 

## Qualifications
Les patineurs sont éligibles à l'épreuve s'ils représentent une nation européenne membre de l'Union internationale de patinage (International Skating Union en anglais). Les fédérations nationales sélectionnent leurs patineurs en fonction de leurs propres critères.

## Podiums
| Épreuves                      | Or                             | Argent                         | Bronze                        |
| ----------------------------- | ------------------------------ | ------------------------------ | ----------------------------- |
| Messieurs résultats détaillés | Karl Schäfer                   | Ernst Baier                    | Hugo Distler                  |
| Dames résultats détaillés     | Sonja Henie                    | Fritzi Burger                  | Hilde Holovsky                |
| Couples résultats détaillés   | Olga Orgonista / Sándor Szalay | Emília Rotter / László Szollás | Lilly Gaillard / Willy Petter |

## Tableau des médailles
| Rang  | Nation    | Or | Argent | Bronze | Total |
| ----- | --------- | -- | ------ | ------ | ----- |
| 1     | Autriche  | 1  | 1      | 3      | 5     |
| 2     | Hongrie   | 1  | 1      | 0      | 2     |
| 3     | Norvège   | 1  | 0      | 0      | 1     |
| 4     | Allemagne | 0  | 1      | 0      | 1     |
| Total | Total     | 3  | 3      | 3      | 9     |

## Détails des compétitions

### Messieurs
| Rang | Nom               | Nation    | Places | Points | Fig. impo. | Prog. libre |
| ---- | ----------------- | --------- | ------ | ------ | ---------- | ----------- |
| 1    | Karl Schäfer      | Autriche  |        |        |            |             |
| 2    | Ernst Baier       | Allemagne |        |        |            |             |
| 3    | Hugo Distler      | Autriche  |        |        |            |             |
| 4    | Marcell Vadas     | Hongrie   |        |        |            |             |
| 5    | Otto Hartmann     | Autriche  |        |        |            |             |
| 6    | Rudolf Zettelmann | Autriche  |        |        |            |             |

### Dames
| Rang | Nom                    | Nation    | Places | Points | Fig. impo. | Prog. libre |
| ---- | ---------------------- | --------- | ------ | ------ | ---------- | ----------- |
| 1    | Sonja Henie            | Norvège   |        |        |            |             |
| 2    | Fritzi Burger          | Autriche  |        |        |            |             |
| 3    | Hilde Holovsky         | Autriche  |        |        |            |             |
| 4    | Vivi-Anne Hultén       | Suède     |        |        |            |             |
| 5    | Lilly Weiler           | Autriche  |        |        |            |             |
| 6    | Yvonne de Ligne-Geurts | Belgique  |        |        |            |             |
| 7    | Ilse Hornung           | Autriche  |        |        |            |             |
| 8    | Else Flebbe            | Allemagne |        |        |            |             |
| 9    | Reneé Volpato          | Italie    |        |        |            |             |
| 10   | Piri Levitzky          | Hongrie   |        |        |            |             |

### Couples
| Rang | Nom                            | Nation   | Places | Points |
| ---- | ------------------------------ | -------- | ------ | ------ |
| 1    | Olga Orgonista / Sándor Szalay | Hongrie  |        |        |
| 2    | Emília Rotter / László Szollás | Hongrie  |        |        |
| 3    | Lilly Gaillard / Willy Petter  | Autriche |        |        |